# Скиток
Ски́ток — село в Україні, у Добрянській селищній громаді Чернігівського району Чернігівської області. Населення становить 31 осіб. До 2019 орган місцевого самоврядування — Новояриловицька сільська рада.

## Історія
З даними «Списку населених місць Чернігівської губернії, які мають не менше 10 мешканців, за даними 1901 року», «Скиток, Городнянського повіту, Яриловицької волості, 60 чоловіків та 67 жінок, 3 стану, 1 дільниці земського начальника».
У селі була Миколаївська церква, згадана у «Алфавітному списку церков Чернігівської єпархії» (1908).
12 червня 2020 року, відповідно до розпорядження Кабінету Міністрів України № 730-р «Про визначення адміністративних центрів та затвердження територій територіальних громад Чернігівської області», увійшло до складу Добрянської селищної громади.
19 липня 2020 року, в результаті адміністративно - територіальної реформи та ліквідації Ріпкинського району, село увійшло до складу Чернігівського району Чернігівської області.

## Населення
Згідно з переписом УРСР 1989 року чисельність наявного населення села становила 56 осіб, з яких 18 чоловіків та 38 жінок.
За переписом населення України 2001 року в селі мешкала 31 особа.

### Мова
Розподіл населення за рідною мовою за даними перепису 2001 року:
| Мова       | Кількість | Відсоток |
| ---------- | --------- | -------- |
| українська | 28        | 90.32%   |
| російська  | 3         | 9.68%    |
| Усього     | 31        | 100%     |

## Прикордонний статус
Село на заході і півночі має прикордонну смугу із Білоруссю. Про це інформують спеціальні таблички. У зв'язку з цим заборонено полювати в лісах, рибалити в річці, купатися теж заборонено. Навіть підходити до річки Сож теж заборонено, що однак не виконується місцевими жителями — вони купаються в річці та ловлять рибу[джерело?]. На сході села знаходиться прикордонний пункт Нові Яриловичі, що однак ніяк не сказалося на добробуті села — воно продовжує занепадати.

## Галерея

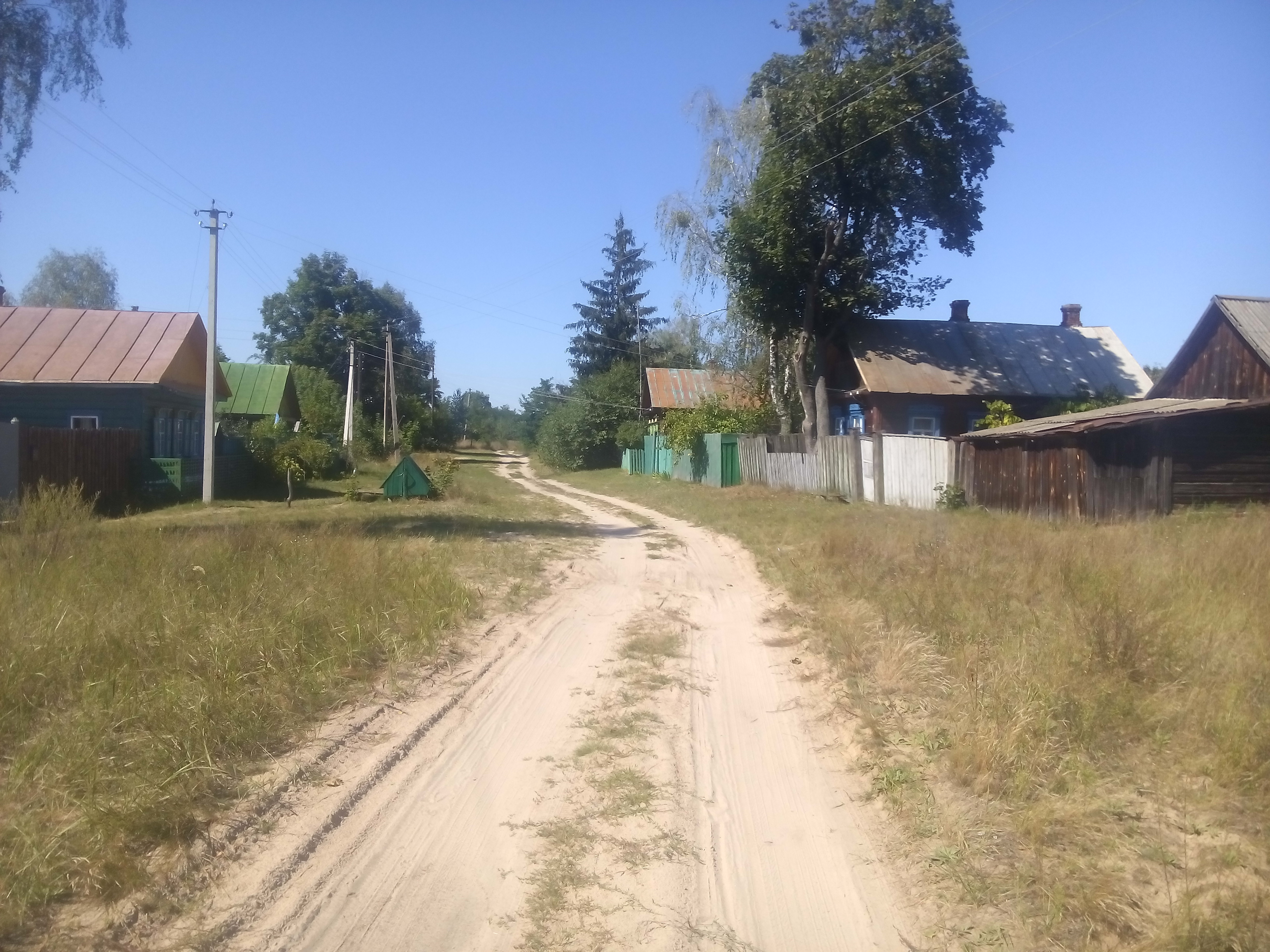
Єдина вулиця села (Лісова), йде з півночі на південь
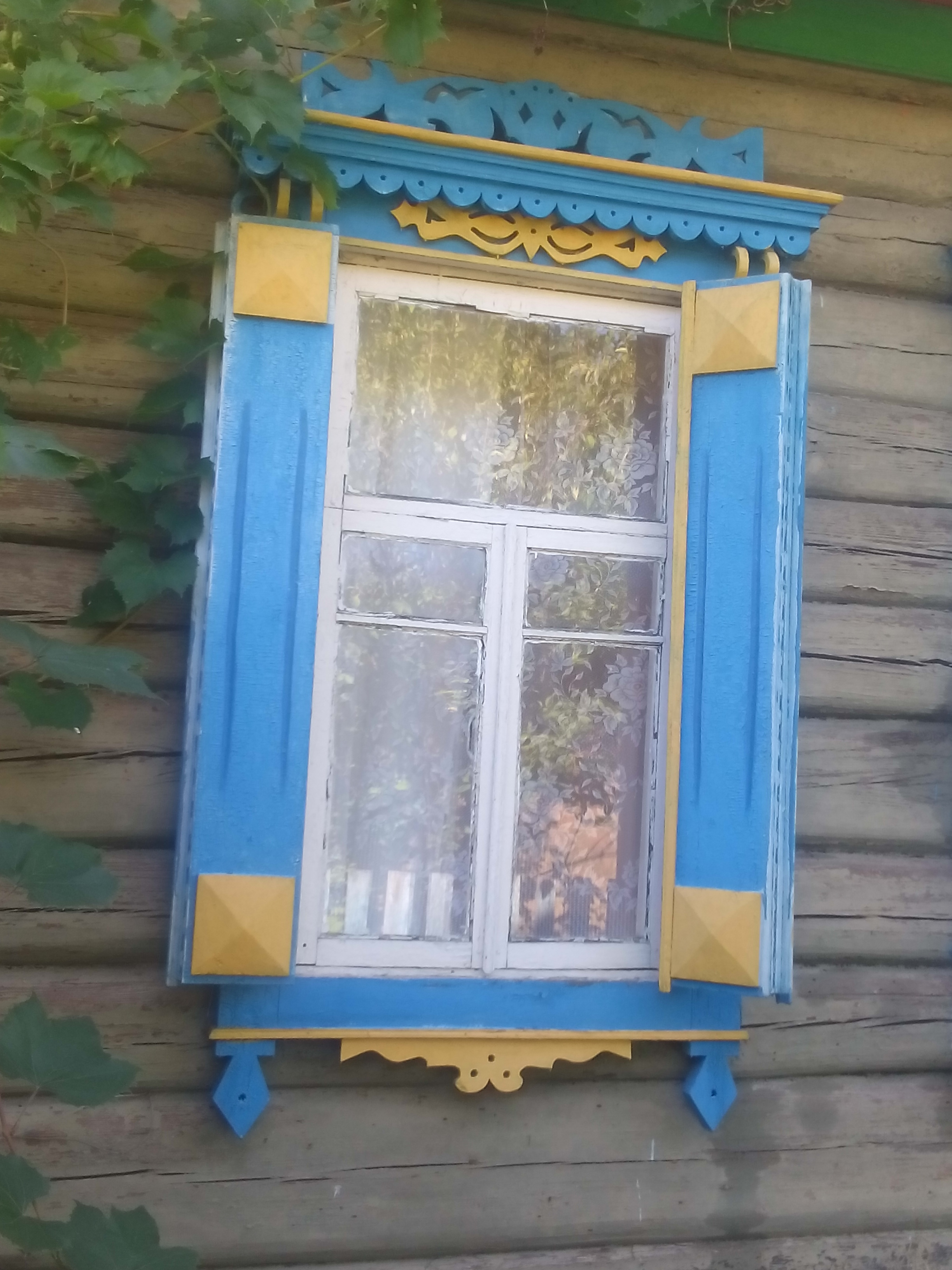
Жовто-блакитне вікно
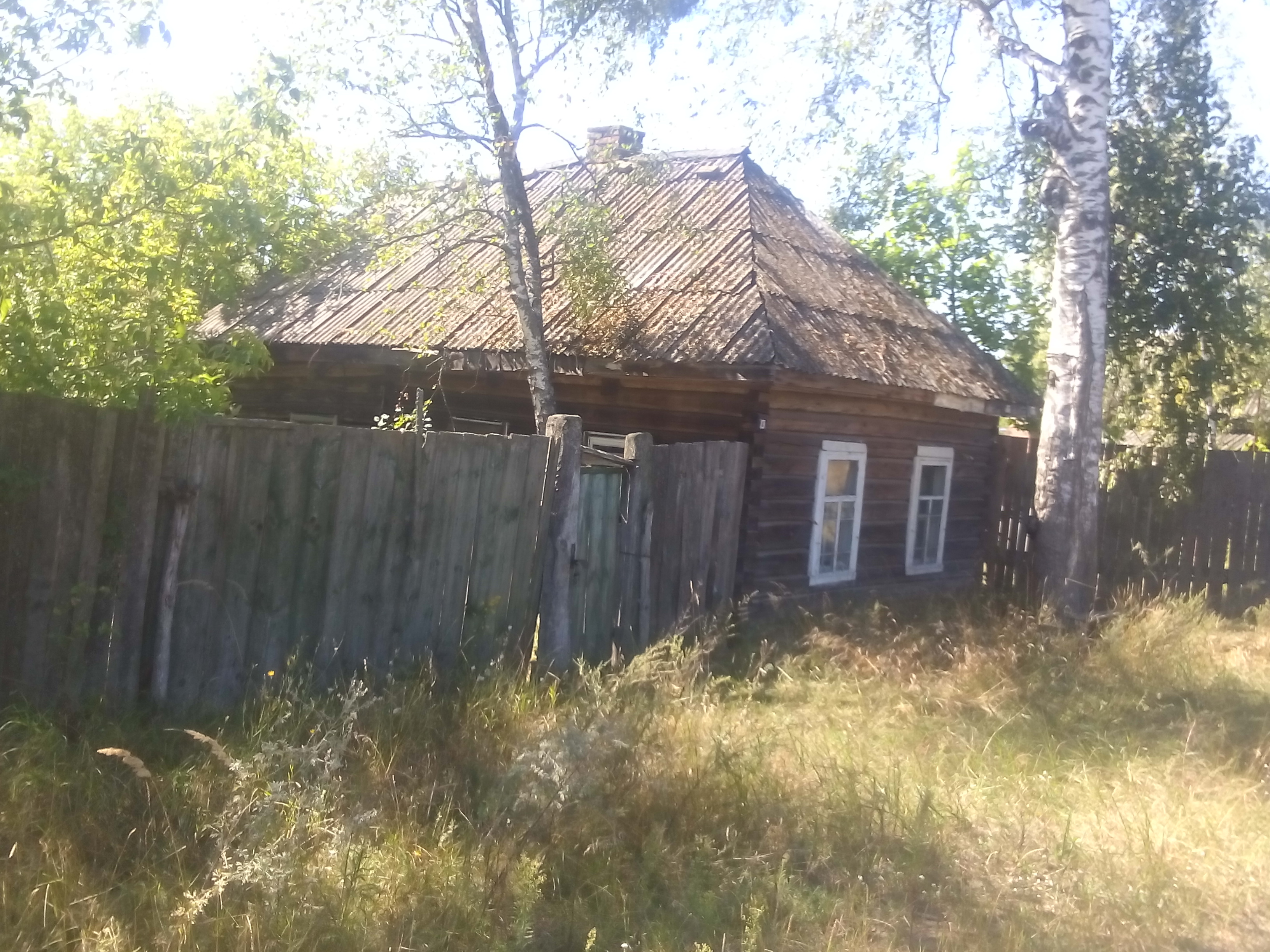
Покинута хата
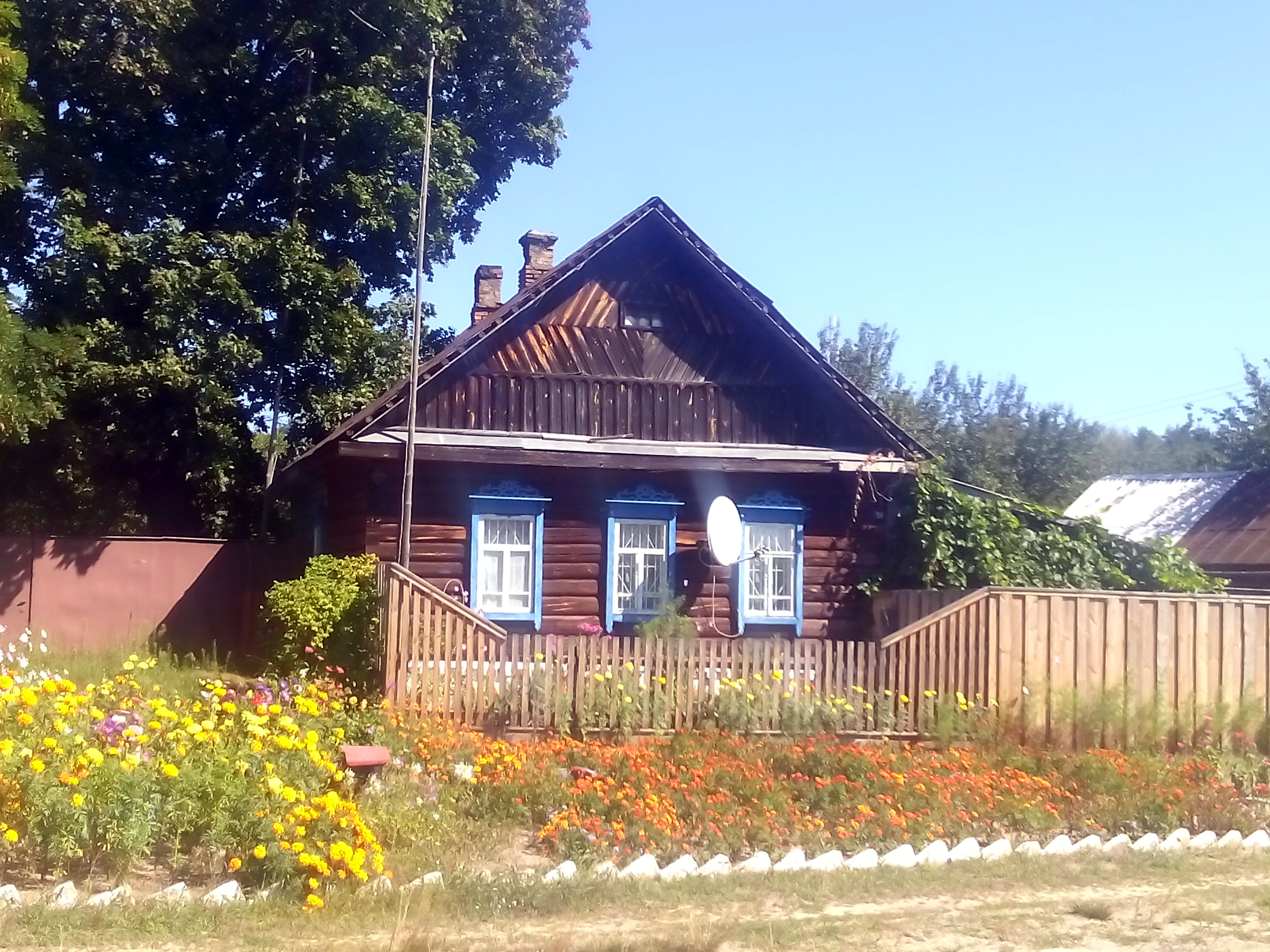
Одна з хат
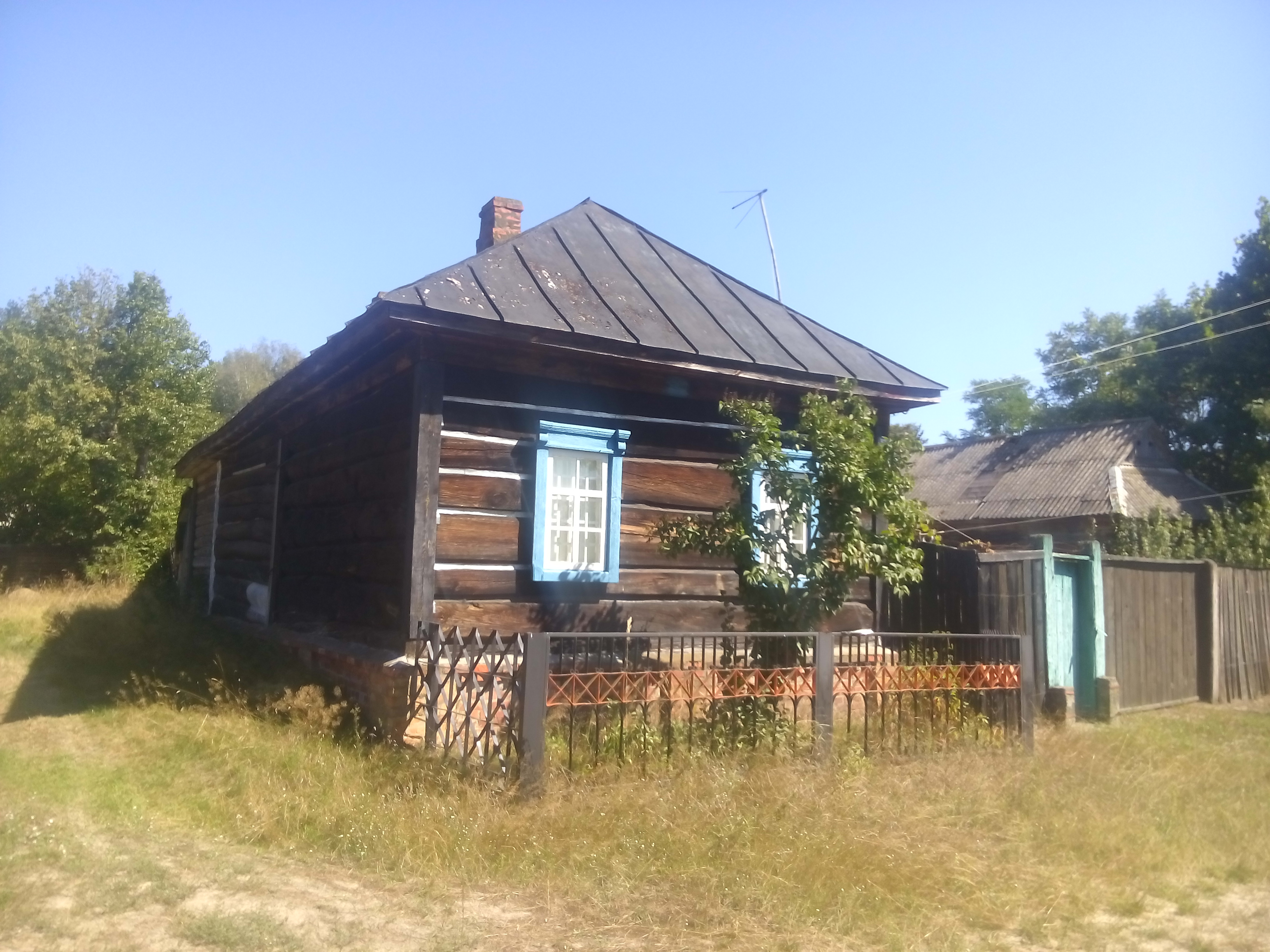
Одна з хат
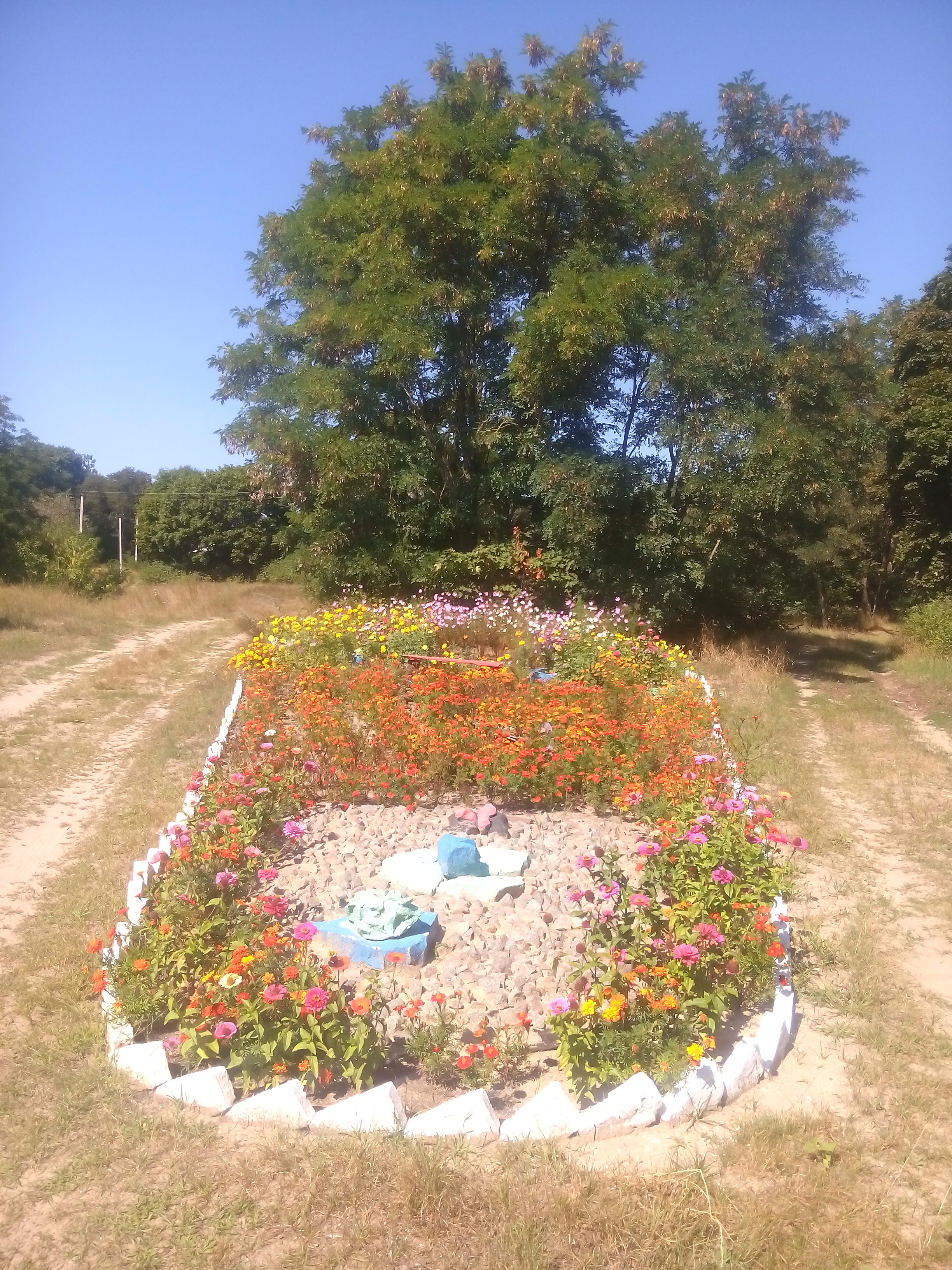
Квітникова клумба